# Palicourea stipularis
Palicourea stipularis är en måreväxtart som beskrevs av George Bentham. Palicourea stipularis ingår i släktet Palicourea och familjen måreväxter. Inga underarter finns listade i Catalogue of Life.